# Rábapaty
Rábapaty è un comune dell'Ungheria di 1.756 abitanti (dati 2001). È situato nella contea di Vas.